# Coalition en Allemagne
|  | Union chrétienne-démocrate Noir                               |
|  | Parti social-démocrate Rouge                                  |
|  | Union chrétienne-sociale en Bavière Bleu, ou noir avec la CDU |
|  | Alliance 90 / Les Verts Vert                                  |
|  | Parti libéral-démocrate Jaune                                 |
|  | Die Linke Rouge                                               |
|  | Alliance Sahra Wagenknecht Violet                             |

Les coalitions gouvernementales en Allemagne rassemblent des partis politiques soit au niveau fédéral, soit au niveau d’un Land. Elles sont généralement désignées par référence aux couleurs qui symbolisent les grands partis.
Les coalitions sont d’usage en Allemagne, tant au niveau fédéral — où seul le cabinet Adenauer III, de 1960 à 1961, n’était pas un gouvernement de coalition — qu’au niveau des Länder.

Coalitions gouvernementales par Land.

## Typologie

### Coalition noire-jaune
Une coalition noire jaune (schwarz-gelbe Koalition) rassemble la CDU/CSU et le Parti libéral-démocrate (FDP).
Cette coalition a été formée par trois fois au niveau fédéral, avec à sa tête un chancelier démocrate-chrétien : de 1961 à 1965 sous la direction de Konrad Adenauer puis de Ludwig Erhard, de 1982 à 1998 sous la direction d'Helmut Kohl et de 2009 à 2013 dans le second cabinet d'Angela Merkel. C'est en outre la première fois qu'un chef de cabinet allemand sortant change de partenaire après son premier terme. La coalition noire jaune est également très répandue au niveau des gouvernements des Länder. Bien que le FDP ait passé plusieurs accords avec le SPD par le passé, l'union CDU/CSU est maintenant sa partenaire de coalition privilégiée, et réciproquement.

### Coalition rouge-verte
Une coalition rouge-verte (rot-grüne Koalition) rassemble le Parti social-démocrate (SPD) et l'Alliance 90 / Les Verts (ou les seuls Verts avant 1993).
Cette coalition a été formée au niveau fédéral entre 1998 et 2005, sous la direction du chancelier social-démocrate Gerhard Schröder. Elle existe aussi dans plusieurs Länder. Le SPD et les verts sont en principe des partenaires de coalition naturels, mais le parti écologiste passe parfois des accords avec l'union CDU/CSU au niveau local.

### Grande coalition

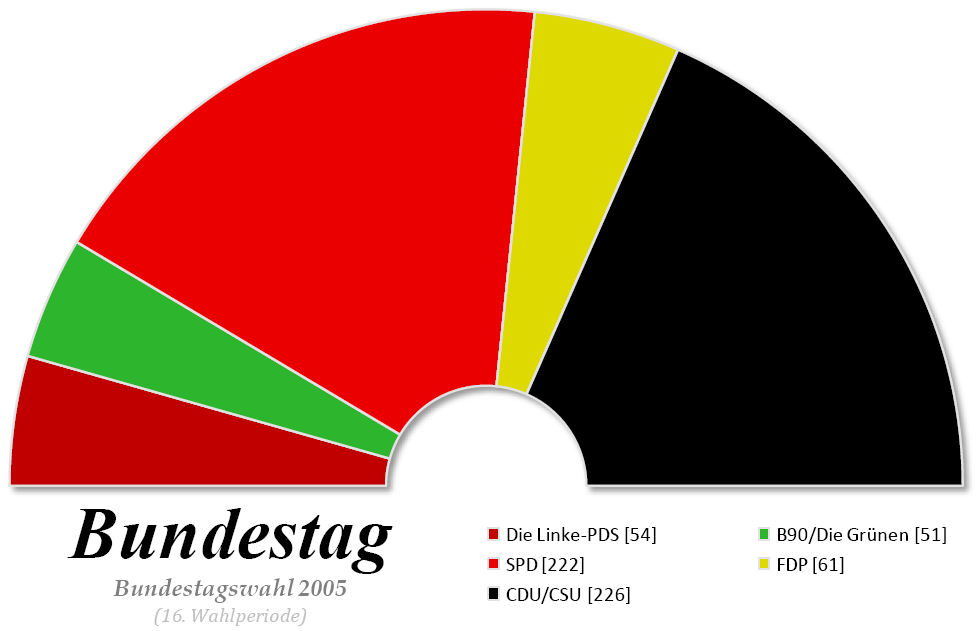
Composition politique du Bundestag élu en 2005, dominé par la grande coalition CDU/CSU (en noir) et SPD (en rouge clair).

Une grande coalition (große Koalition) rassemble les deux principales forces politiques allemandes, le Parti social-démocrate (SPD) et la CDU/CSU.
Très répandue au niveau des Länder, c'est aussi la coalition choisie par la chancelière démocrate-chrétienne Angela Merkel pour son premier terme au pouvoir au niveau fédéral, de 2005 à 2009, et pour son troisième, de 2013 à 2018. Un autre chancelier démocrate-chrétien, Kurt Georg Kiesinger, a dirigé une coalition semblable entre 1966 et 1969.

### Coalition sociale-libérale
Une coalition sociale-libérale (sozialliberale Koalition), ou coalition rouge-jaune (rot-gelbe Koalition) rassemble le Parti social-démocrate (SPD) et le Parti libéral-démocrate (FDP).
Courantes dans les années 1960 et 1970, les coalitions de ce type sont devenues moins probables à partir des années 1990, car les Verts sont devenus le partenaire privilégié du SPD, et la CDU/CSU celui du FDP. Une seule coalition sociale-libérale a existé au niveau fédéral, entre 1969 et 1982, sous la direction des chanceliers sociaux-démocrates Willy Brandt puis Helmut Schmidt. Elle n'existe aujourd'hui plus du tout au niveau des Länder.

### Coalition noire-verte
Une coalition noire-verte (schwarz-grüne Koalition) rassemble la CDU/CSU, et l'Alliance 90 / Les Verts.
Aucune coalition de ce type n’a jamais existé au niveau fédéral. Au niveau des Länder, la première coalition noire-verte a été formée courant 2008 dans le Land de Hambourg. Certaines communes ont déjà été dirigées par une coalition noire-verte, comme Cologne, Essen, Kiel et Cassel. Depuis janvier 2014, le Land de Hesse est gouverné par une coalition noire-verte et, depuis mai 2016, le Land de Bade-Wurtemberg est gouverné par une coalition verte-noire (dite « kiwi ») dirigée par Winfried Kretschmann (Verts).

### Coalition jamaïcaine

Drapeau de la Jamaïque.

Une coalition jamaïcaine (Jamaika-Koalition) rassemblerait la CDU/CSU, le Parti libéral-démocrate (FDP) et l'Alliance 90 / Les Verts. Elle doit son nom aux couleurs du drapeau jamaïcain, noir, jaune et vert. On parle aussi, en référence à une coalition en feu tricolore, de « feu tricolore noir » (schwarze Ampel, ou par contraction Schwampel-Koalition).
Le terme a été utilisé en 2005 pour décrire une possible coalition après les élections du Bundestag du 18 septembre, qui ne donnèrent une majorité absolue ni pour la coalition sortante du SPD et des Verts, ni à l'ancienne opposition de la CDU/CSU et du FDP. Cette idée n'a finalement pas abouti. Le premier gouvernement d'un Land réunissant ces trois partis est finalement formé en Sarre (Saarland) en novembre 2009.

### Coalition en feu tricolore

Une coalition en feu tricolore (Ampel-Koalition) rassemblerait le Parti social-démocrate (SPD), le Parti libéral-démocrate (FDP) et l'Alliance 90 / Les Verts. Ce type d'alliance fut pour la première fois mis en œuvre au niveau fédéral avec le gouvernement Scholz. C’est une coalition de ce type qui dirige le Land de Rhénanie-Palatinat depuis mai 2016.

### Coalition rouge-rouge
Une « coalition rouge-rouge » (rot-rote Koalition) rassemble le Parti social-démocrate (SPD) et le parti Die Linke.
Berlin est dirigée entre 2002 et 2011 par une coalition de ce type, tout comme le Brandebourg de 2009 à 2019. Elle a aussi été formée dans le Land de Mecklembourg-Poméranie-Occidentale, une grande coalition ayant pris le relais depuis, ainsi que dans quelques communes.

### Coalition rouge-rouge-verte
Une « coalition rouge-rouge-verte » (rot-rot-grüne Koalition) rassemble le Parti social-démocrate (SPD), le parti Die Linke et l'Alliance 90 / Les Verts.
Une telle coalition dirige la Thuringe depuis 2014, sous la direction de Die Linke.

### Coalition noire-rouge-verte

Drapeau du Kenya.

Une Coalition noire-rouge-verte  (Schwarz-rot-grüne Koalition) rassemble l'Union chrétienne-démocrate d'Allemagne (CDU), le Parti social-démocrate d'Allemagne (SPD), et l'Alliance 90 / Les Verts (Grünen). Elle est aussi appelée coalition kényane (Kenia-Koalition) en référence aux couleurs du drapeau kényan.
La création de la première coalition kényane régionale a lieu à la suite des élections régionales de 2016 en Saxe-Anhalt, lors desquelles la grande coalition sortante perd sa majorité au Landtag (parlement régional).
Deux autres coalitions de ce type sont mises en place à la suite de scrutins régionaux en 2019, l'une dans le Brandebourg sous la direction du SPD, l'autre dans la Saxe sous la direction de la CDU.

### Coalition noire-rouge-jaune

Drapeau de l'Allemagne.

Une Coalition noire-rouge-jaune (Schwarz-rot-gelbe Koalition) rassemble l'Union chrétienne-démocrate d'Allemagne (CDU), le Parti social-démocrate d'Allemagne (SPD), et le Parti libéral-démocrate (FDP). Elle est aussi appelée coalition allemande (Deutschland-Koalition) en référence aux couleurs du drapeau allemand.
La création de la première coalition noire-rouge-jaune régionale a lieu à la suite des élections législatives régionales de 1946 à Berlin.
Une coalition de ce type dirige la Saxe-Anhalt depuis 2021.

### Coalition noire-rouge-violet (Coalition Mûre)

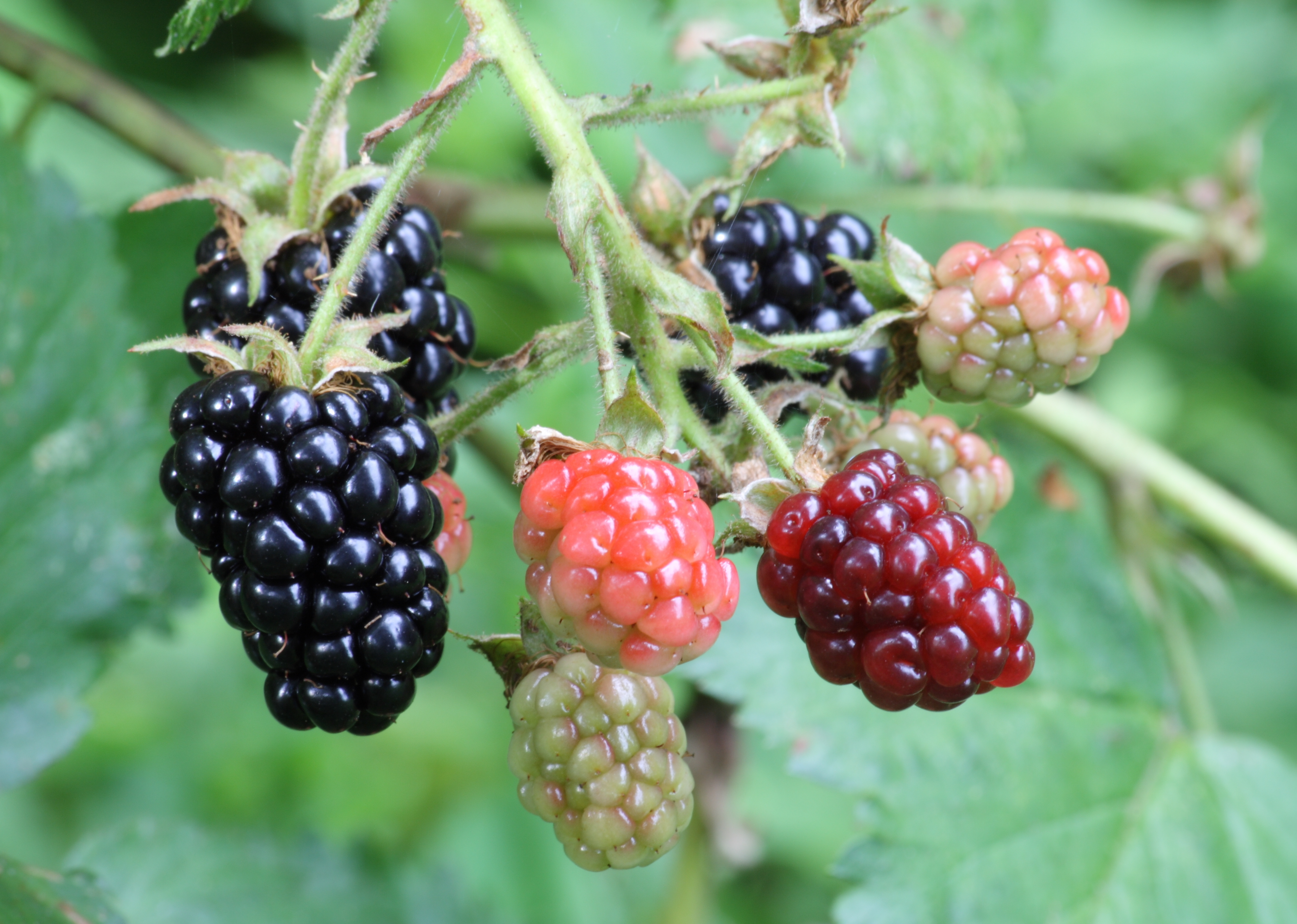
Mûre

Une Coalition noire-rouge-violet ou Coalition Mûre (Brombeer-Koalition) est une coalition rassemblant l'Union chrétienne-démocrate d'Allemagne (CDU), le Parti social-démocrate d'Allemagne (SPD), et l'Alliance Sahra Wagenknecht (BSW). Elle est appelée Coalition Mûre en référence aux différentes couleurs de ce fruit.
En 2024, des coalitions Mûre font l'objet de négociation en Thuringe, en Saxe et en Brandebourg à la suite des résultats des élections régionales de 2024 dans ces Länder, notamment dans le but d'éviter des arrivées au pouvoir régionales du parti d'extrême-droite Alternative pour l'Allemagne (AfD).

### Coalition rouge-violette (Coalition Magenta)
Une Coalition rouge-violette ou Coalition Magenta est une coalition rassemblant  le Parti social-démocrate d'Allemagne (SPD) et l'Alliance Sahra Wagenknecht (BSW). 
La première est formée en 2024 dans le Land de Brandebourg.

## Accord de coalition
Il est usuel qu’un accord de coalition (Koalitionsvertrag ou Koalitionsvereinbarung) soit conclu entre les partis concernés afin d’encadrer leur collaboration à moyen et long terme. Cet accord donne généralement un aperçu de la politique que la coalition se propose de mener et du fonctionnement du gouvernement qu’elle formera.

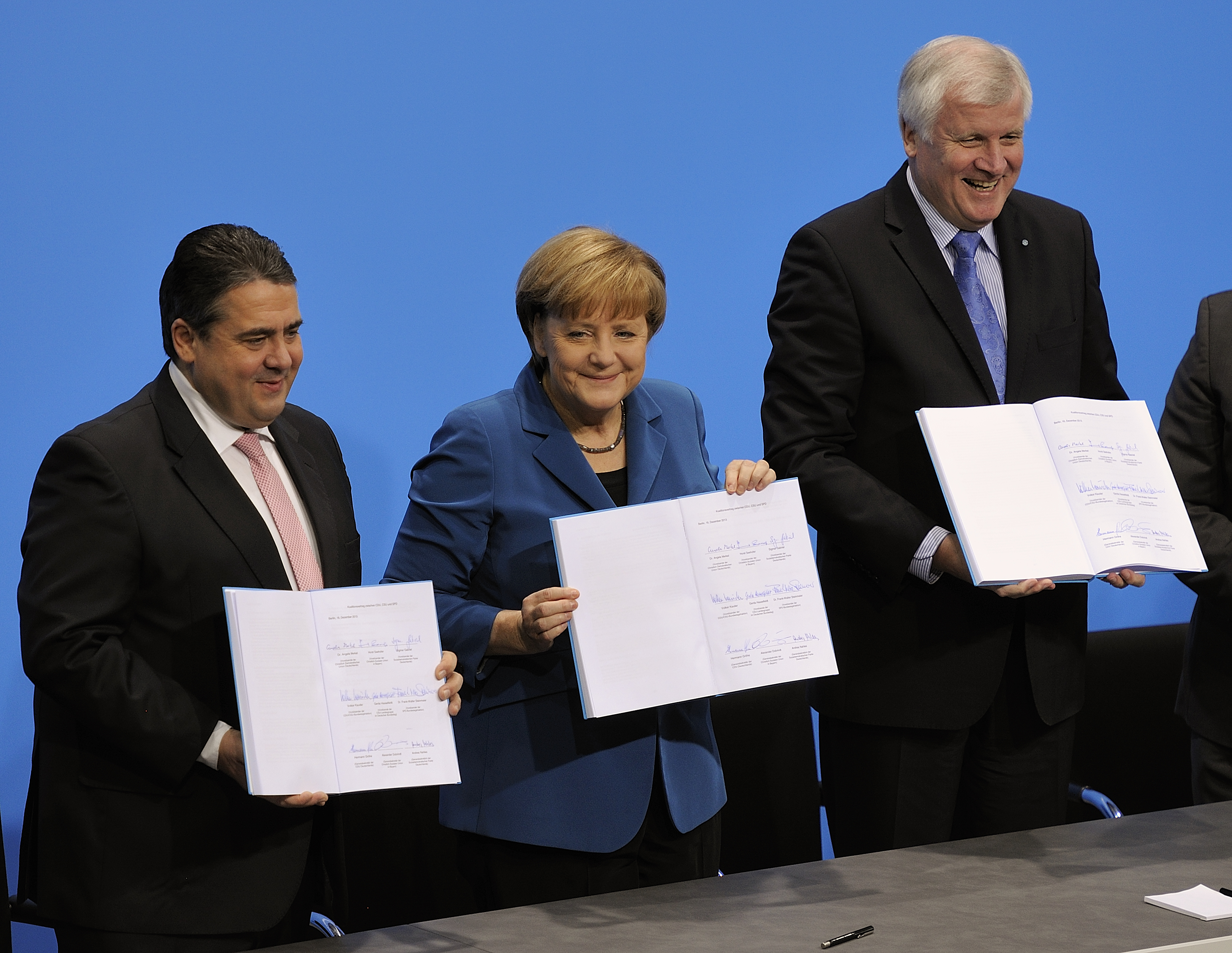
Cérémonie de signature de l'accord de coalition du cabinet Merkel III, en 2013.
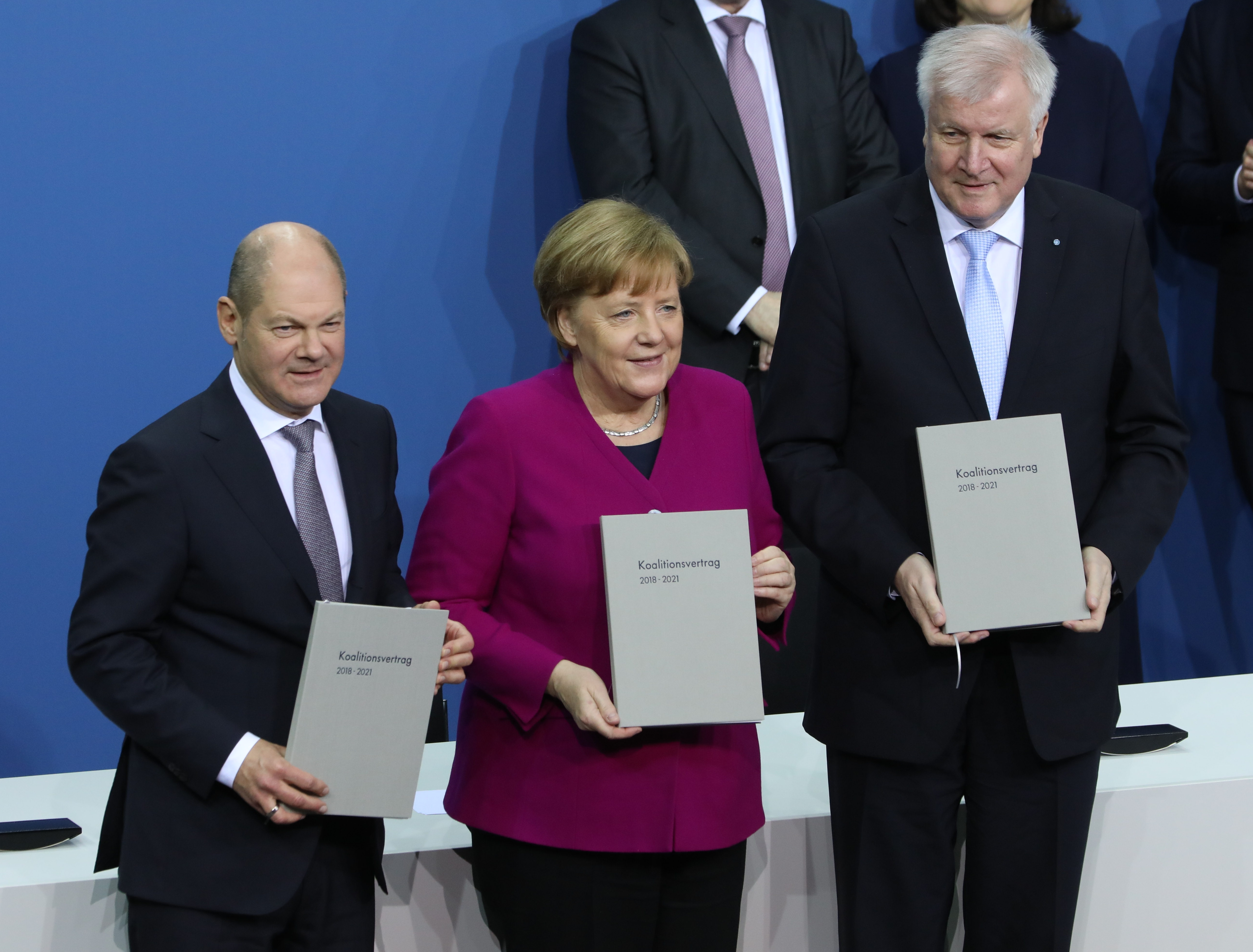
Cérémonie de signature de l'accord de coalition du cabinet Merkel IV, en 2018.
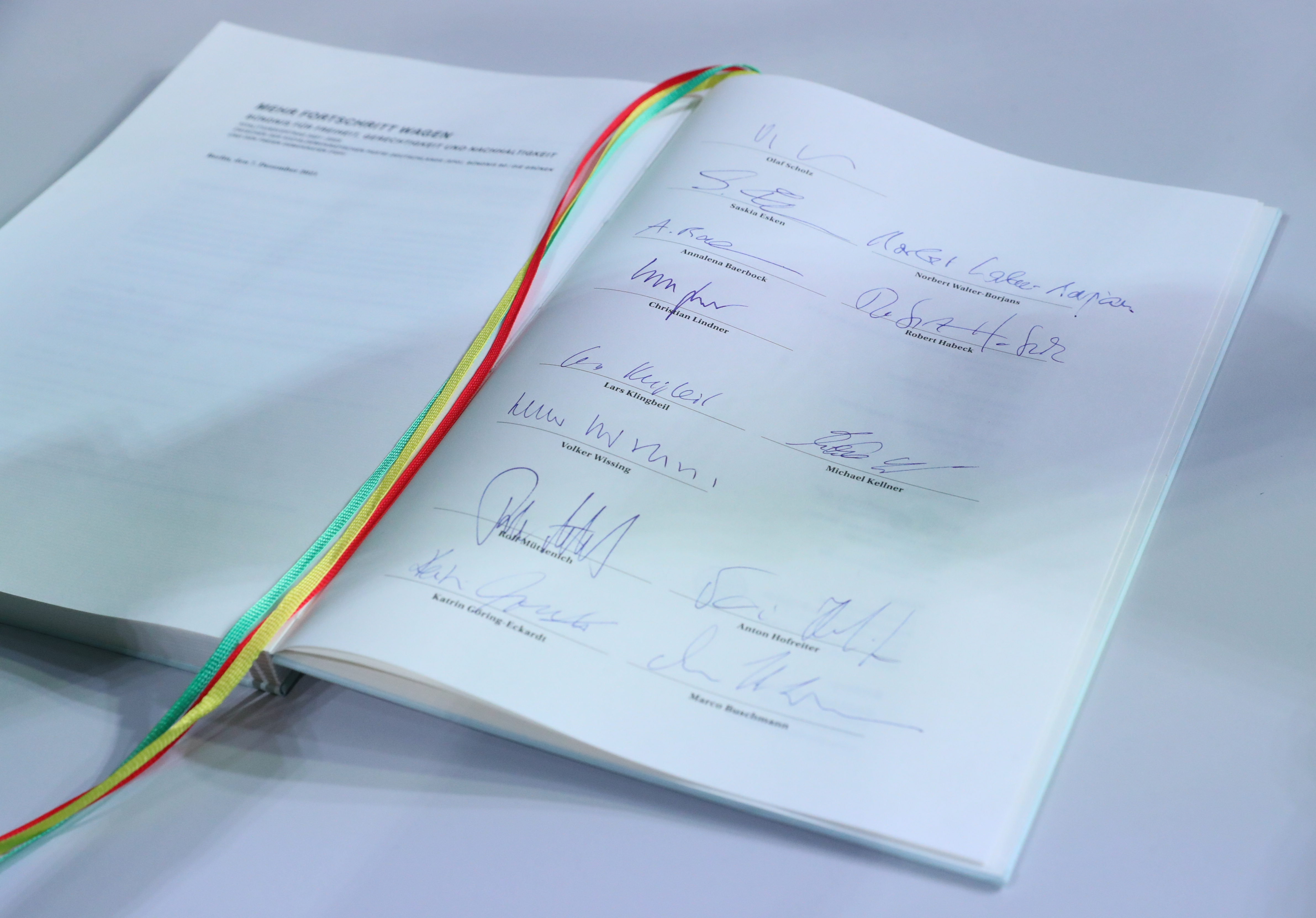
Accord de coalition du cabinet Scholz, en 2021.

### Histoire
Le premier accord de coalition de l’histoire de la République fédérale fut conclu le 20 octobre 1961 entre la CDU, la CSU et le FDP. Contrairement à ce qui avait été prévu, il fut publié dans la presse, et suscita une forme de controverse ; la création d’un « comité de coalition » (Koalitionsausschuss) fut notamment critiquée, au motif que la coalition créait ainsi un nouvel organe de pouvoir en dehors des dispositions de la Loi fondamentale.
On évita par la suite de parler de « comité de coalition », bien qu’il fût clair que le « cercle de Kreßbronn », nommé en référence au lieu de vacances de Kurt Georg Kiesinger en 1967, jouait ce rôle pour la grande coalition.

### Principe
Les idées d’accord et de comité de coalition, voire le principe même d’une coalition, sont l’objet de critiques récurrentes. Le libéral-démocrate Hans-Dietrich Genscher a par exemple déclaré que le principe d’une coalition avait depuis 1949 vidé de leur sens la compétence d’orientation exercée par chancelier fédéral et le principe de collégialité des décisions du cabinet. Le politologue Wichard Woyke considère les comités de coalition comme une forme de gouvernement parallèle non soumis à la responsabilité gouvernementale.
Un contrat de coalition permet aux partis concernés de s’assurer mutuellement d’une certains communauté de vues, afin d’éviter le plus possible des conflits pendant leur collaboration ; et la réunion d’un comité est justifiée par le fait qu’elle favorise la recherche d’un accord. Les partenaires d’une coalition prendraient des risques s’ils se présentaient à une importante séance parlementaire sans s’être préalablement accordés.
L’existence d’un « accord » a été critiquée en ce qu’elle peut laisser penser à une forme de contrat ; cet accord ne relève cependant pas du droit positif, et rien ne peut contraindre à son application ou sanctionner sa violation. Un accord de coalition est essentiellement une déclaration de principe : les partis de la coalition chercheront à obtenir de leurs parlementaires qu’ils soutiennent le gouvernement, mais ils ne peuvent le garantir dans la mesure où il n’existe pas de mandatement impératif. Par ailleurs, l’accord entre les partis peut évoluer en fonction de la situation politique, selon la formule latine Pacta sunt servanda, rebus sic stantibus

## Nouveaux modèles de coalition
La prolifération des partis susceptibles d’être représentés au Bundestag et le renforcement des partis marginaux rendent impossible la constitution de majorités de type classique, portées par un camp politique unique (noir-jaune ou rouge-vert). On ne les retrouve même plus qu’exceptionnellement au niveau des Länder. Les partis ont réagi à cet état de choses par une ouverture de leurs stratégies de coalition, qui excluaient autrefois toute coopération avec certains partis. Seule l’AfD continue à être rejetée par tous les autres partis pour toute forme de coalition ou de coopération.
On ne trouve (mi-2025) des alliances regroupant des partis d’un même camp politique que dans cinq des 16 Länder, à savoir Hambourg et Basse-Saxe (rouge-vert), Mecklembourg-Poméranie-Occidentale (rouge-rouge), Brême (rouge-rouge-vert) et Bavière (CSU-Électeurs libres). Les autres Länder sont gouvernés par des coalitions entre partis de différents camps politiques, comme la Hesse (noir-vert) et le Bade-Wurtemberg (vert-noir). Dans les Länder de l’Est, la formation de coalitions est encore plus difficile : CDU et SPD ne pouvant, même ensemble, atteindre une majorité capable de gouverner, il est nécessaire d’inclure dans la coalition, soit d’autres partis, comme les Verts, le FDP ou l’Alliance Sahra Wagenknecht (BSW), ou alors de se résigner à former des gouvernements minoritaires, qui doivent, pour chaque projet de loi, briguer une majorité au parlement.